# Zwevegem
Zwevegem est une localité et une commune néerlandophone de Belgique située en région flamande dans la province de Flandre-Occidentale.
La compagnie Bekaert y fut fondée par le baron Leon Leander Bekaert.

## Histoire
En 1641, Floris de Griboval est chevalier, seigneur de Sweveghem, au service du roi (d'Espagne), comme ses deux fils dont l'un est mort des suites d'une blessure reçue devant la ville de Salses, dans le comté du Roussillon, et l'autre encore capitaine au régiment du sieur de Ribaucourt aux Pays-Bas. Une fille de Floris de Griboval, est mariée à Jean de Harchies, seigneur de Millomez, Hallennes, Erquinghem, élevé chevalier en 1641.
En  1665, par lettres données à Madrid, est érigée en comté la terre et seigneurie de Sweneghem, située dans la châtellenie de Courtray, en y incorporant les villages de Hallennes et Erquinghem-le-Sec, en faveur de Charles Philippe d'Oignies, fils de feu Claude d'Oignies, comte de Couppignies, et de Anne de Croÿ (maison de Croÿ), pour revenir après son décès au fils aîné de feu Jean de Harchies de Ville et de Marie Florence de Griboval, dame dudit Sweneghem.

## Géographie
Outre Zwevegem, la commune comprend aussi les sections de commune rurales de Heestert, Moen, Otegem et Saint-Genois. La localité de Zwevegem se trouve au nord de la commune, dans la périphérie urbaine de Courtrai. Les quatre autres villages se trouvent au sud de la commune.
À la limite entre Zwevegem et Moen, sur la route en direction d'Avelgem, se trouve le hameau de Zwevegem-Knokke (VII). Kappaert (VI), un quartier de Zwevegem, se trouve à l'est du canal Bossuit-Courtrai et possède une église et une école.

### Carte

Zwevegem, ses sections de communes et les communes voisines. Les zones en jaune représentent les agglomérations.

### Sections de la commune
| # | Section      | Superf. (km²) | Habitants (2020) | Habitants par km² | Code INS |
| - | ------------ | ------------- | ---------------- | ----------------- | -------- |
| 1 | Zwevegem     | 15,77         | 14.140           | 897               | 34042A   |
| 2 | Otegem       | 7,68          | 2.565            | 334               | 34042B   |
| 3 | Heestert     | 13,03         | 2.880            | 221               | 34042C   |
| 4 | Moen         | 10,56         | 2.729            | 258               | 34042D   |
| 5 | Saint-Genois | 16,57         | 2.493            | 150               | 34042E   |

### Communes limitrophes
- a. Harelbeke avec le quartier de Stasegem (ville de Harelbeke)
- b. Deerlijk avec le hameau de Sint-Lodewijk (commune de Deerlijk)
- c. Vichte (commune d'Anzegem)
- d. Ingooigem (commune d'Anzegem)
- e. Tiegem (commune d'Anzegem)
- f. Waarmaarde (commune d'Avelgem)
- g. Avelgem (commune d'Avelgem)
- h. Outrijve (commune d'Avelgem)
- i. Bossuit (commune d'Avelgem)
- j. Helchin (commune d'Espierres-Helchin)
- k. Espierres (commune d'Espierres-Helchin)
- l. Kooigem (ville de Courtrai)
- m. Bellegem (ville de Courtrai)
- n. Courtrai (ville de Courtrai)

## Héraldique
|  | La commune possède des armoiries qui lui ont été octroyées en 1820 et confirmées le 30 novembre 1838. Les nouvelles armoiries lui ont été octroyées le 22 janvier 1990. Les anciennes armoiries étaient inspirées des armoiries de la famille Griboval qui utilisait trois étoiles d'argent sur un champ noir. Cette famille Griboval a dirigé le domaine de Zwevegem au XVIe siècle. Les nouvelles armoiries ont été conçues de manière qu'elles ne représentent que le village de Zwevegem et ne montrent pas les armes appropriées de la famille Griboval. Pour cela, les armoiries des derniers seigneurs de Zwevegem, les comtes de Nassau-Corroy, ont été choisies comme nouvelles armoiries. elles combinent le lion de Nassau avec la barre d'argent de Vianden. Les supports et la couronne ont également été dérivés des armoiries des comtes. Blasonnement : Parti en 1. et 4. en émail, parsemées de cubes d'or, un lion de même, griffé et arraché de gueules, 2. et 3. de gueules, une barre transversale en argent. Le bouclier surmonté d'une couronne à cinq fleurons en or et tenu par deux guerriers de couleur naturelle, blindés d'argent. Le tout placé sur un terrain en herbe. (Traduction libre) Source du blasonnement : Heraldy of the World. |

## Démographie

### Évolution démographique: Avant la fusion des communes
- Sources : INS, Rem. : 1831 jusqu'en 1970 = recensements, 1976 = nombre d'habitants au 31 décembre[6].

### Évolution démographique: Commune fusionnée
En tenant compte des anciennes communes entraînées dans la fusion de communes de 1977, on peut dresser l'évolution suivante:
- Source: DGS , de 1831 à 1981=recensements population; à partir de 1990 = nombre d'habitants chaque 1 janvier[7]

## Jumelage
La ville de Zwevegem est jumelée avec :
- Lorsch (Allemagne) dans le Land de Hesse ;
- Le Coteau (France) commune de la Loire. L'origine de ce jumelage se trouve dans le fait qu'une unité de la firme Bekaert était installée au Coteau. L'usine a donné son nom au quartier de la cité Béka où logeaient ses ouvriers.

## Photographies

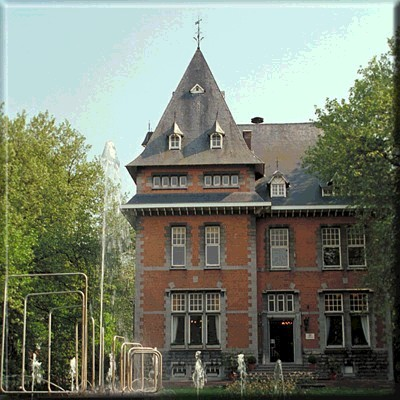
l'ancien hôtel de ville Zwevegem

## Personnalités
- Antoine Bekaert - industriel
- Léon A. Bekaert - industriel
- Marcel Kint - cycliste
- André Planckaert - cycliste
- Gella Vandecaveye - judoka
- Lodewijk De Witte - politicien